# Psathyrotopsis purpusii
Psathyrotopsis purpusii là một loài thực vật có hoa trong họ Cúc. Loài này được (Brandegee) Rydb. miêu tả khoa học đầu tiên năm 1927.